# Agostino von Hassell

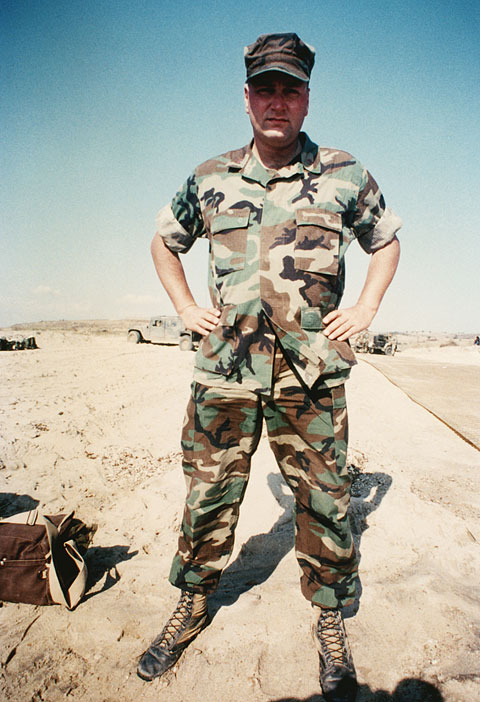
Agostino von Hassell

Agostno von Hassell (ur. w 1953 w Bonn w Niemczech) – niemiecki historyk wojskowości, przedsiębiorca.
Dorastał w Rzymie i w Brukseli. Jego pradziadek, wielki admirał Alfred von Tirpitz, stworzył Niemiecką Cesarską Flotę przed I wojną światową. Natomiast jego dziadek od strony ojca, niemiecki ambasador
Ulrich von Hassell został skazany na śmierć za udział w zamachu na życie Hitlera 20 lipca 1944 roku. Tymczasem dziadek od strony matki, generał brygady Bogislav von Studnitz, dowodzący atakiem na Paryż w czasie II wojny światowej, został zastrzelony na rozkaz Hitlera w styczniu 1943 roku. Ojciec von Hassella, Wolf Ulrich von Hassell, był jednym z dwóch pierwszych ambasadorów RFN-u w ONZ.
Hassell studiował historię na Columbia University. Ukończywszy go w roku 1974, uczęszczał do roku 1975 do Szkoły Dziennikarskiej Columbia. Jako profesor-adiunkt wykładał członkom Nowojorskiego Wydziału Policyjnego kwestie antyterroryzmu oraz metody kierownictwa w ramach programu prowadzonego przez College Prawa Karnego im. Johna Jaya.
Hassell pracował w kilku krajach. Wkrótce przeniósł się do Nowego Jorku. Pisał o sprawach wojskowych i historii wojennej dla magazynów takich jak: The Marine Corps Gazette, Die Zeit (Niemcy), Naval Proceedings, Defense News oraz The Navy Times. Jest również autorem następujących publikacji: Warriors: The United States Marine Corps (Wojownicy: Korpus Piechoty Morskiej Stanów Zjednoczonych), Strike Force: U.S. Marine Corps Special Operations (Siły uderzeniowe: Operacje Specjalne Korpusu Piechoty Morskiej Stanów Zjednoczonych) oraz In Honor of America (Za honor Ameryki). Razem z Hermem Dillonem napisał także West Point:The Bicentennial Book(West Point: Księga dwustulecia). W listopadzie 2006 roku wydawnictwo St. Martin’s Press z Nowego Jorku wydało, powstałą we współpracy z Sigridem Macrae, książkę pt. Alliance of Enemies: The Untold Story of the Secret American and German Collaboration to End World War II (Sojusz Wrogów: Nieznana Historia Tajnej Współpracy Amerykańsko-niemieckiej do końca II Wojny Światowej). Książka ujawnia istnienie tajnych kontaktów, które podczas II wojny światowej utrzymywane były pomiędzy amerykańskim Biurem Służb Strategicznych (Office of Strategical Services) i Abwehrą – niemieckim wywiadem wojskowym.
Hassell współpracował przy niektórych rozdziałach Encyclopedia of Law Enforcement (Encyklopedii Egzekucji Prawa). Razem z W. McDonaldem oraz M.R. Haberfeldem napisał rozdział do książki Comparative Policing The Struggle for Democratization (Porównanie Metod Demokratyzacji) zatytułowany International Cooperation in Policing: A Partial Answer to the Query? (Międzynarodowa Współpraca Polityczna: Częściowe Rozwiązanie Problemu?). Razem z M.R. Haberfeldem współtworzył artykuł pt. Proper Proactive Training to Terrorist Presence and Operations in Friendly Urban Environments (Prawidłowe Przygotowanie do Działań Antyterrorystycznych oraz Prowadzenie Operacji na Terenie Własnych Miast). Dzieło zostało zaprezentowane na Konferencji NATO w Sprawie Antyterroryzmu w Waszyngtonie. Później artykuł opublikowano w Ramach Programu dla Pokoju i Bezpieczeństwa NATO.
W roku 2006 razem z Hermem Dillonem, Lisą M. Pellegrino oraz Teresą Caiado Raimez napisał Military High Life: Elegant Food Histories and Recipes (Wytworność w Wojsku: Opowieść o Wykwintnych Daniach i Przepisach). Była to pierwsza ilustrowana historia szlacheckich rodów wojskowych, obejmująca okres od starożytnego Egiptu aż do czasów współczesnych. Hassell pracuje obecnie nad książką Typhoon, traktującą na temat historii rozprzestrzeniania się na świecie przypraw oraz smaków, począwszy od pierwszych wypraw transatlantyckich (ok. roku 1453) aż do zakończenia tradycyjnego handlu przyprawami.
Hassell jest członkiem: Stowarzyszenia Korespondentów Wojennych Korpusu Piechoty Morskiej Stanów Zjednoczonych (United States Marine Corps Combat Correspondents), Narodowego Stowarzyszenia Przemysłu Obronnego (National Defense Industrial Association), Stowarzyszenia Biura Służb Strategicznych (OSS Society), Stowarzyszenia Byłych Oficerów Wywiadu (Association of Former Intelligence Officers), Towarzystwa Amerykańskich Fotoreporterów Prasowych (American Society of Magazine Photographers), Fundacji Wsparcia Prawa, Korpusu Piechoty Morskiej (Marine Corps Law Enforcement Foundation) oraz Gildii Pisarskiej (Authors Guild). Jest także kawalerem Confrérie des Chevaliers du Tastevin (Bractwa Rycerskiego Smakoszy Wina), największego światowego klubu smakoszy wina burgundzkiego.
Hassell dzierży tytuł rycerza Suwerennego Zakonu Prawosławnego Szpitala Św. Jana.
Hassell jest prezesem The Repton Group, nowojorskiej organizacji wywiadowczej i konsultacyjnej.

## Artykuły
Hassell publikował dla Die Zeit (Niemcy), Interviu (Hiszpania), Marine Corps Gazette, Proceedings, Amphibious Warfare Review, Naval Proceedings, Defense News oraz The Navy Times.